# Flakpanzer IV Möbelwagen
A 3,7 cm-es Flugzeugabwehrkanone auf Fahrgestell Panzerkampfwagen IV (Sf) (SD.Kfz. 161/3), becenevén Möbelwagen, azaz Bútorszállító, egy önjáró légvédelmi löveg volt, melyet a Panzer IV-es alvázára építettek. A német Wehrmacht használta a második világháború európai színterein.

## Történet

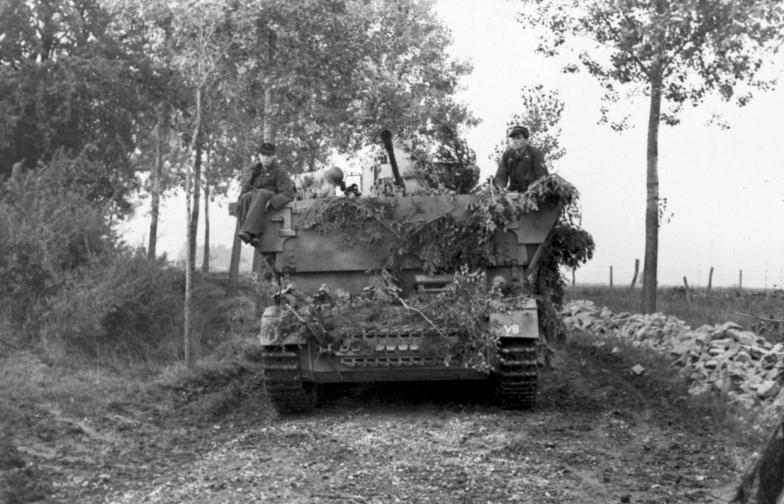
Möbelwagen Észak-Franciaországban, 1944. június 21.

A háború elején a német páncélos hadosztályok mobil légvédelmét olyan légvédelmi löveggel felszerelt féllánctalpas járművek biztosították, mint a könnyű Sd.Kfz. 10/4, vagy mint a nehezebb Sd.Kfz. 7/1 és 7/2. Mivel a háború első két-három évében az ellenséges légierők tevékenysége nem veszélyeztette igazán a Wehrmacht csapatait, ezért a csapatlégvédelem fejlesztése háttérbe szorult a többi harcjárművel szemben. 1943-ra azonban minden fronton jelentősen megerősödött az ellenséges légi tevékenység, és olyan típusok jelentek meg az égen, mint például az angol Typhoon vagy a szovjet Il–2 Sturmovik. Mivel mindkét típus fő feladata az ellenséges szárazföldi erők pusztítása volt, fokozott veszélyt jelentettek a németek haderejére. Ebből kifolyólag egyre nagyobb igény mutatkozott a féllánctalpasoknál erősebben felfegyverzett, jobban páncélozott és nem utolsósorban mozgékonyabb légvédelmi eszközökre.
Az új jármű alapjául a már jól bevált Pz.Kpfw. IV-es alváz szolgált. A Pz.Kpfw. IV-es alvázára egy 2 cm-es, négy csövű Flakvierling 38 légvédelmi löveget építettek. Magas, dobozszerű küzdőtere miatt a jármű a Möbelwagen nevet kapta, ami szó szerint „bútorszállító kocsit” jelent. Mivel azonban a 2 cm-es löveg nem bizonyult elég hatékonynak, ezért csak a széria első 46 járművét fegyverezték fel vele.
A hatékonysága növelése érdekében a széria azt követő tagjait egy 3,7 cm FlaK 43 löveggel szerelték fel. A közhiedelemmel ellentétben erre a típusra már nem alkalmazták a Möbelwagen elnevezést, noha gyakorlatilag csak a főfegyverzetükben különböztek egymástól. A Deutsche-Eisenwerke és BMM gyáraiban összesen 240 ilyen páncélos készült. Az új tervezet a Flakpanzer IV nevet kapta, és az első sorozatgyártott példányokat 1944 áprilisában állították hadrendbe a nyugati fronton.

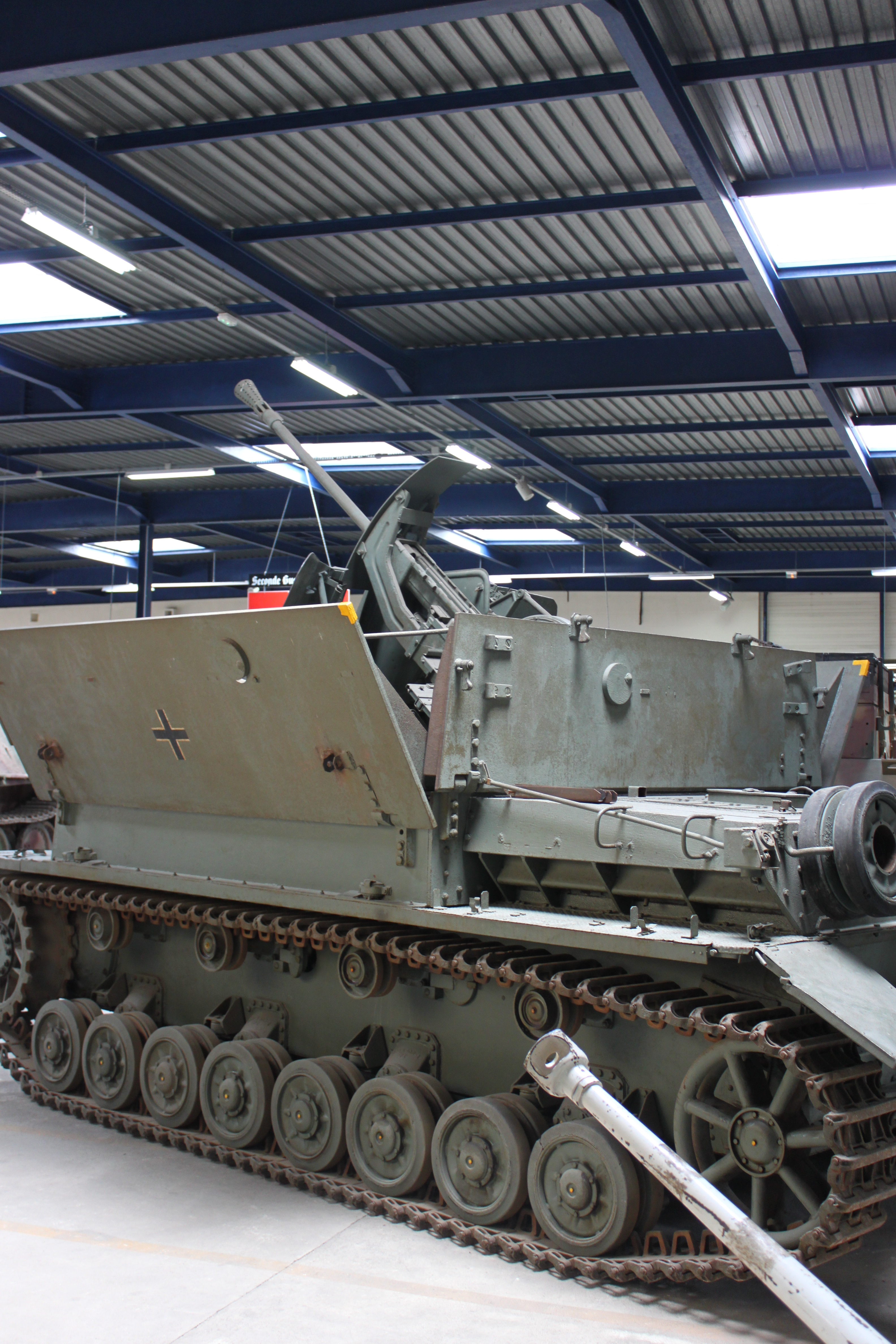
Flakpanzer IV Möbelwagen

A Möbelwagent a keleti fronton megsérült és a gyárba javításra visszaküldött Panzer IV közepes harckocsik alvázára építették. Nyitott tetejű felépítményt helyeztek a járműre, ebbe szerelték a löveget. Eköré helyezték a négy 20 mm vastag páncéllemezt. Ezeknek két fő működési pozíciójuk volt: le lehetett hajtani őket, hogy a löveget 360°-ban elforgathassák, illetve lehetővé téve ezzel a vízszintes vagy kis magasságú célokra való tüzelést; vagy félig zárt állapotban, összecsavarozva, kissé nyitva is lehettek. Ebben a pozícióban a löveget teljesen körbe lehetett forgatni, de csak légi célokra lehetett tüzelni vele. Pozíciótól függetlenül a személyzet rendkívül sebezhető volt. A teljesen zárt állapotot csak menet közben használták, mikor a páncéllemezek némi védelmet nyújtottak a személyzet számára lőfegyverek és repeszek ellen.
Noha a Möbelwageneket csak ideiglenes megoldásnak szánták, a nyugati fronton harckoló Panzer Division-ok légvédelmi szakaszaiba osztották, ahol kitűnő teljesítményt nyújtottak. Ennek ellenére kevesebb mint 300 darabot gyártottak, majd az első igazi Flakpanzerek következtek, mint a Wirbelwind, Ostwind és a Kugelblitz, melyek páncélvédelmet nyújtottak a személyzetnek és tornyuk teljesen körbeforgatható volt légi és földi célpontokra való tüzelés közben egyaránt.

## Fordítás
- Ez a szócikk részben vagy egészben  a   Möbelwagen című angol Wikipédia-szócikk ezen változatának fordításán alapul.  Az eredeti cikk szerkesztőit annak laptörténete sorolja fel. Ez a jelzés csupán a megfogalmazás eredetét és a szerzői jogokat jelzi, nem szolgál a cikkben szereplő információk forrásmegjelöléseként.